# 弗朗茨·雷谢尔

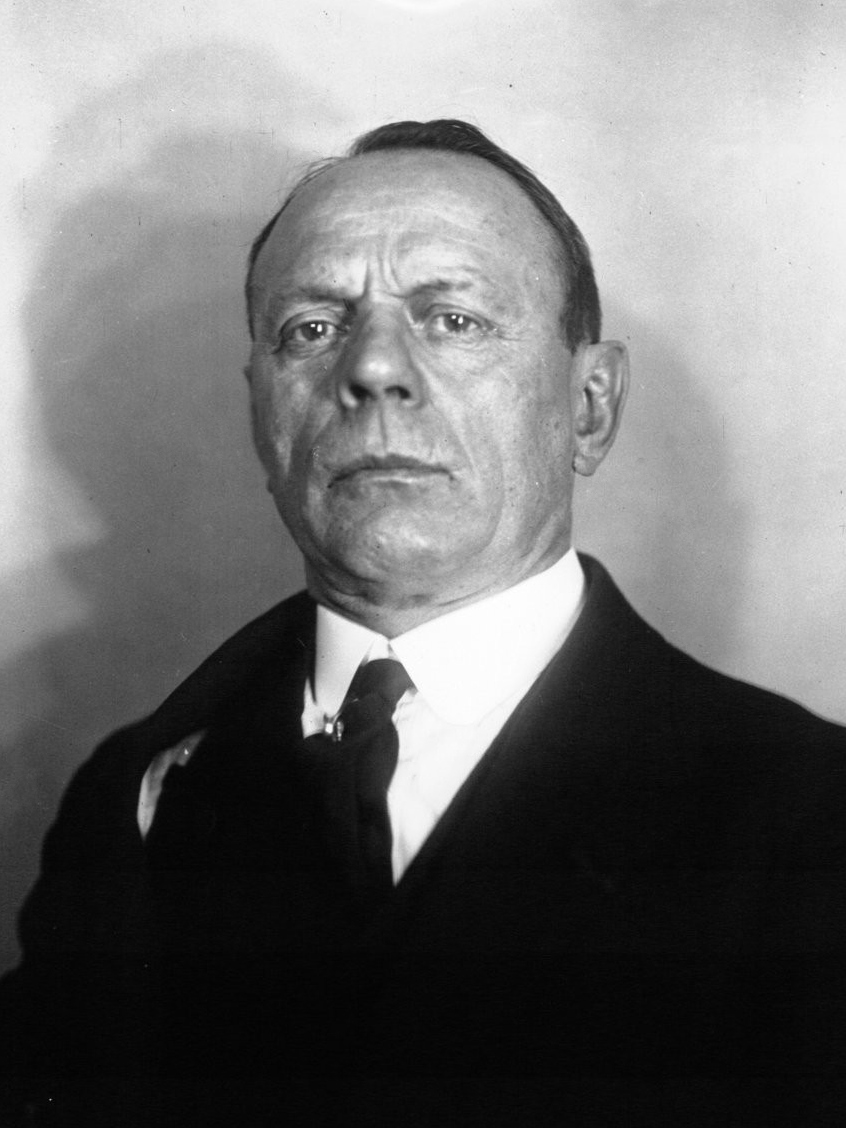
弗朗茨·雷谢尔

弗朗茨·雷谢尔（法語：Frantz Reichel，1871年3月16日—1932年3月21日），法国男子橄榄球、田径运动员。他曾代表法国参加1896年和1900年夏季奥林匹克运动会，其中1900年奥运会获得一枚金牌。